# Catedral de São Paulo Anglicano

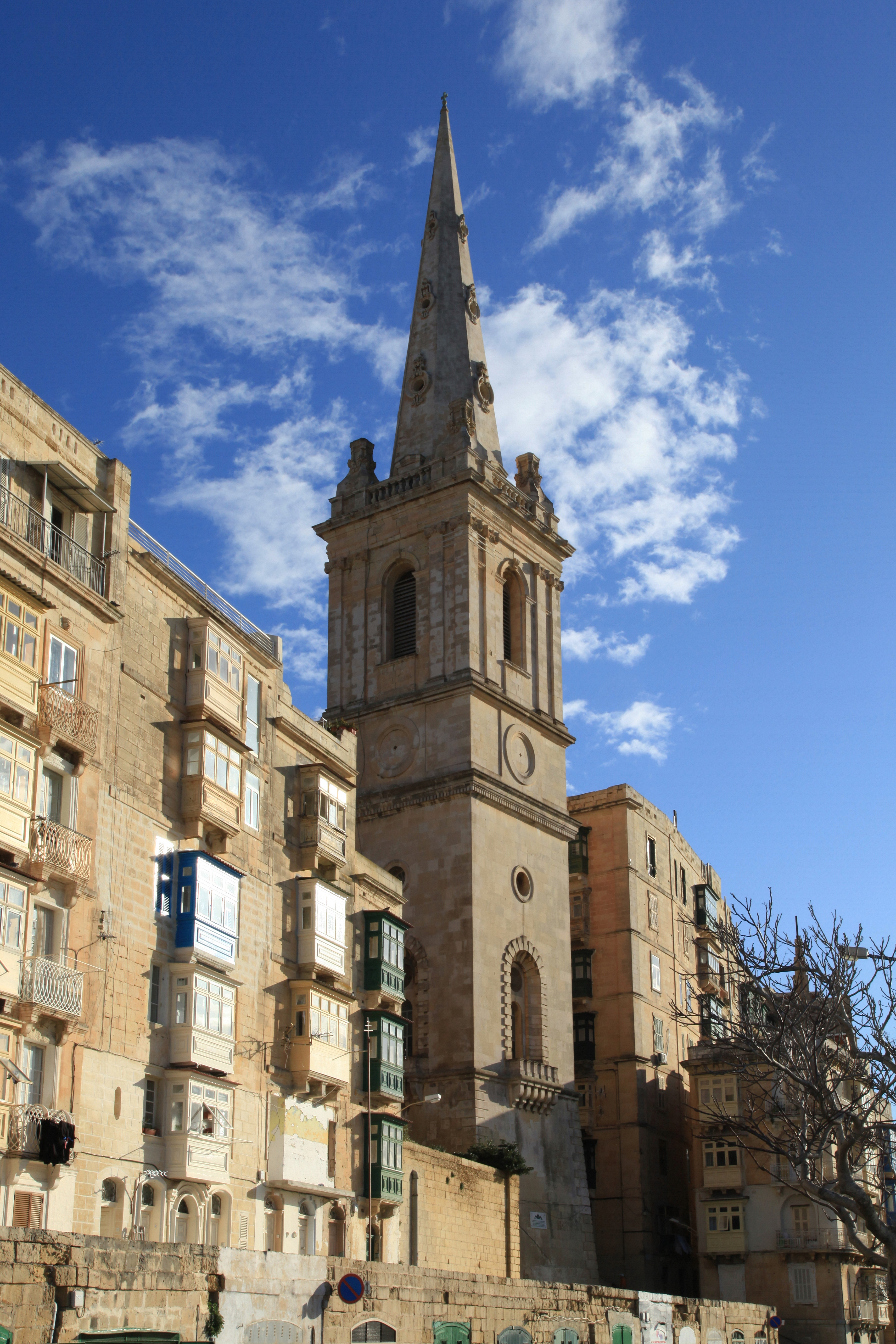
Catedral de São Paulo em Valeta.

A Catedral de São Paulo Anglicano (Maltês: Il-Pro-Katridral ta' San Pawl), oficialmente The Pro-Cathedral and Collegiate Church of Saint Paul é uma igreja na cidade de Valeta, em Malta. É uma pró-catedral anglicana da Diocese na Europa situada na Praça da Independência. Uma "pró-catedral" é uma igreja com status de catedral, embora não seja a catedral principal. É uma das três catedrais da Diocese Anglicana de Gibraltar na Europa.

## Origem e Construção
A catedral foi encomendada pela rainha viúva Adelaide durante uma visita a Malta no século XIX, quando ela descobriu que não havia nenhum local de culto anglicano na ilha. Antes disso, os serviços anglicanos eram realizados em uma sala do Palácio do Grão-Mestre. Construída no local do Auberge d'Allemagne (a casa conventual dos Cavaleiros Hospitalários Alemães), a catedral foi projetada por William Scampe foi construído entre 1839 e 1844. A rainha Adelaide lançou a pedra fundamental em 20 de março de 1839 e seu estandarte está pendurado acima dos estandes do coro. Os planos originais foram desenhados por Richard Lankasheer; no entanto, o edifício se mostrou instável, portanto, o trabalho teve que ser retomado nos planos de Scamp em 1841. Os projetos de Scamp localizavam o altar no lado oeste da igreja, mas o bispo de Gibraltar tinha uma visão mais conservadora, portanto, os projetos foram alterados e Scamp projetou uma abside dentro das grandes portas para abrigar o santuário no lado leste.

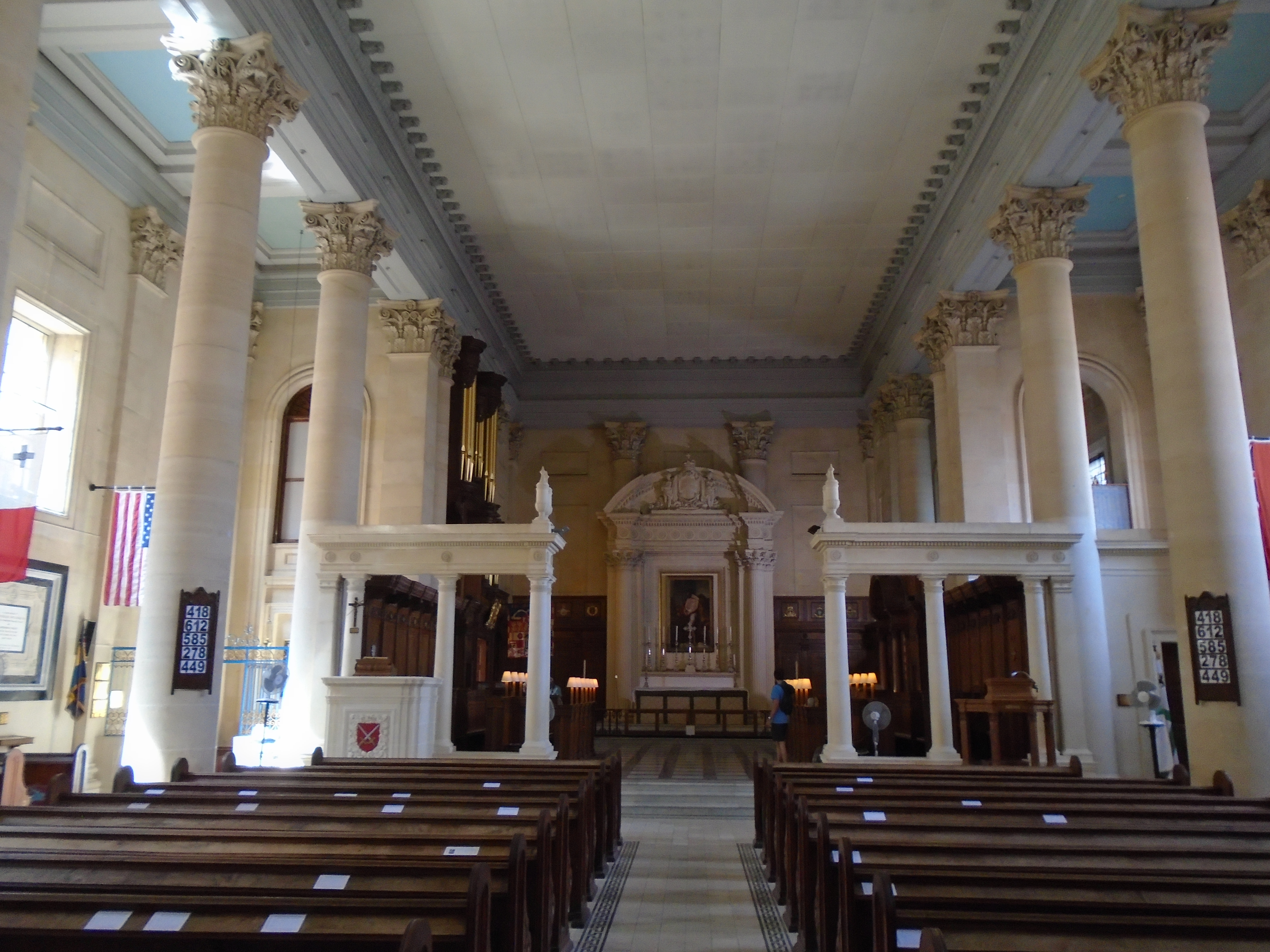
Interior da catedral.

## Período de guerra e reparos
Durante a Segunda Guerra Mundial, a catedral sofreu pequenos danos e o telhado desabou, mas a maior parte da estrutura permaneceu intacta. Durante os trabalhos de restauração, os desenhos originais de Scump começaram a tomar forma. Um quire e um biombo foram construídos no lado oeste da catedral. Um púlpito também foi incorporado com a tela dedicada a Sir Winston Churchill. A nova chancelaria foi inaugurada pelo arcebispo de Canterbury, Geoffrey Fisher, em 2 de dezembro de 1949, na presença da princesa Elizabeth. O lado leste da catedral foi então transformado em um batistério. O subsolo, construído com os restos do porão do Auberge d'Allemagne, nunca foi usado. Em 1928, o Bispo de Gibraltar Nugent Hicks abriu o subsolo como o novo salão paroquial. Em 1938, foi transformado em um abrigo antiaéreo à prova de gás, que nos primeiros dias do conflito foi usado pelo capelão, sua esposa e vários cidadãos malteses. Em 2005, foi restaurado e atualizado.

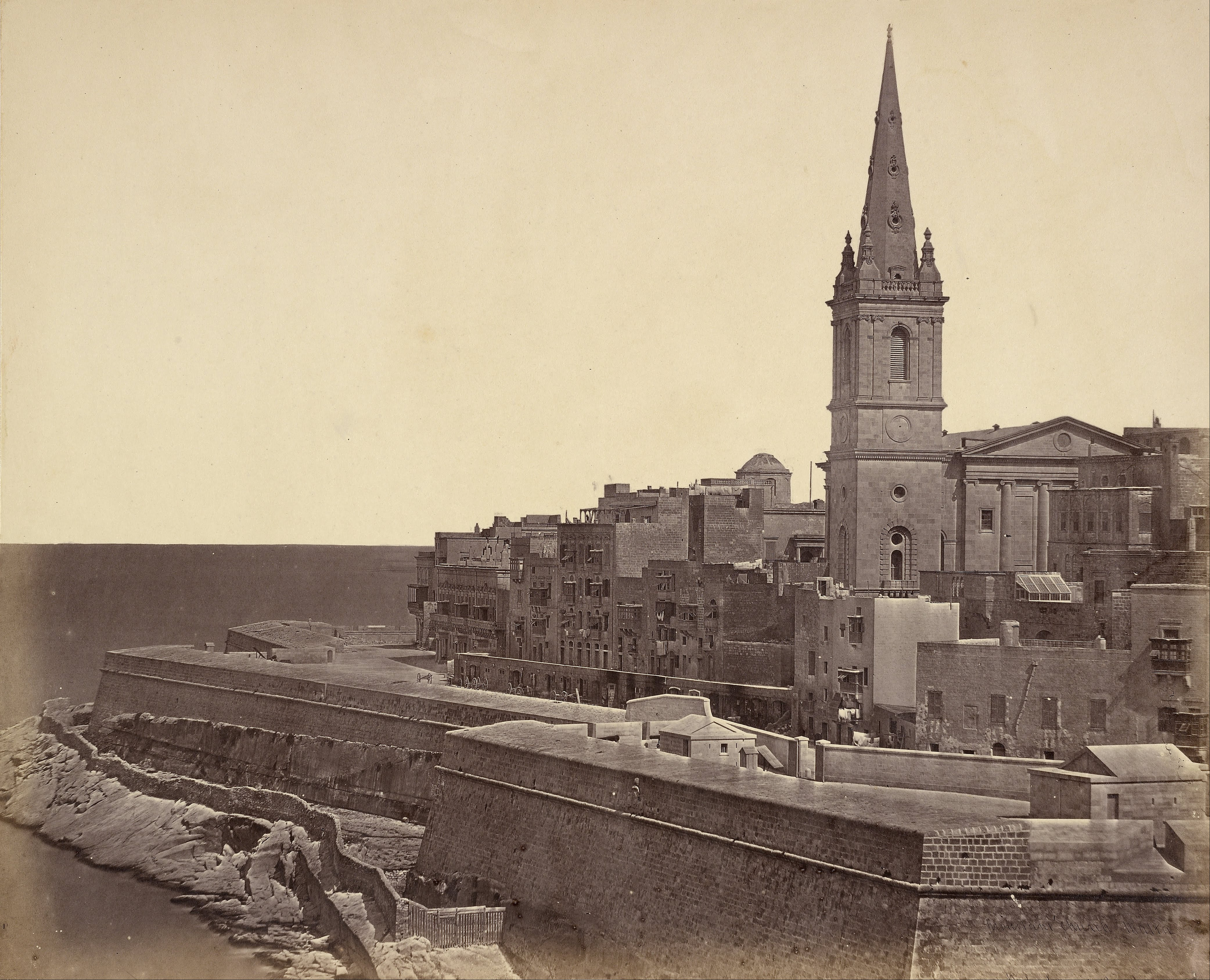
Pró-Catedral de São Paulo por volta de 1856.

## Interior
Um marco de Valletta devido à sua torre de mais de 60 metros de altura, é construído com calcário maltês em um estilo neoclássico. A catedral possui colunas com capitéis da ordem coríntia, enquanto os capitéis das seis colunas do pórtico são da ordem jônica. As dimensões internas do edifício são 33,5 metros x 20,4 metros. Atrás do altar-mor está uma pintura intitulada Ecce Homo, obra de A.E. Chalon, doada em 2014.